# Putere calorifică
Puterea calorifică, (căldura de ardere) reprezintă numărul de unități de căldură degajate prin arderea completă a unei unități de combustibil în condițiile prevăzute de standarde. Unitatea poate fi molul, kilogramul sau metrul cub normal.
Reacția chimică de ardere este în mod obișnuit o oxidare a hidrocarburilor, rezultând dioxid de carbon, apă și căldură. 
Puterea calorifică a combustibililor solizi (și lichizi grei, care nu se evaporă) este măsurată cu bomba calorimetrică, iar cea a combustibililor gazoși (și lichizi volatili) cu calorimetrul cu circulație de apă. Ea poate fi calculată ca diferență luată în valoare absolută dintre entalpiile de formare ale produselor arderii și cea a combustibilului, dacă acestea sunt cunoscute.
Termenul de putere calorifică nu este corect, deoarece unitatea de măsură nu se raportează la timp (nu este o „putere”). În limba română el provine din franceză pouvoir calorifique, la fel ca în toate limbile latine, și, deși s-a propus înlocuirea sa cu termenul căldură de ardere, în lucrările de specialitate din termoenergetică și în toate standardele de profil
se folosește expresia putere calorifică. Termenul căldură de ardere sau combustie cu varianta entalpie de combustie se folosește în lucrările de termochimie și este acceptat în standardul general de terminologie privind căldura.

## Puteri calorifice
Există două tipuri de putere calorifică:
- puterea calorifică superioară ({\displaystyle Q_{s}\,}) în care vaporii de apă formați în timpul arderii se condensează, cedând căldura lor latentă de vaporizare,[2]
- puterea calorifică inferioară ({\displaystyle Q_{i}\,}) în care vaporii de apă formați în timpul arderii rămân în formă gazoasă, ca urmare nu cedează căldura lor latentă de vaporizare.[2]

Se consideră că vaporii de apă rezultați din ardere provin din arderea hidrogenului, și din apa conținută inițial în combustibil. La combustibilii care nu conțin hidrogen sau apă, de exemplu carbonul, monoxidul de carbon și sulful, deoarece în timpul arderii nu se formează apă, puterile calorifice inferioară și superioară sunt egale.
În termoenergetică până recent n-a fost economică condensarea vaporilor de apă rezultați din ardere, astfel că era simplu și convenabil ca proiectarea și exploatarea instalațiilor să se facă pe baza puterii calorifice inferioare. Odată cu apariția cazanelor cu condensare a apărut necesitatea folosirii puterii calorifice superioare.
Deoarece combustibilii solizi, respectiv cei gazoși au stări de agregare diferite, pentru determinarea puterilor lor calorifice este nevoie de metode diferite și apar și diferențe de formulare ale definițiilor puterilor calorifice.

### Puterea calorifică a combustibililor solizi și lichizi grei

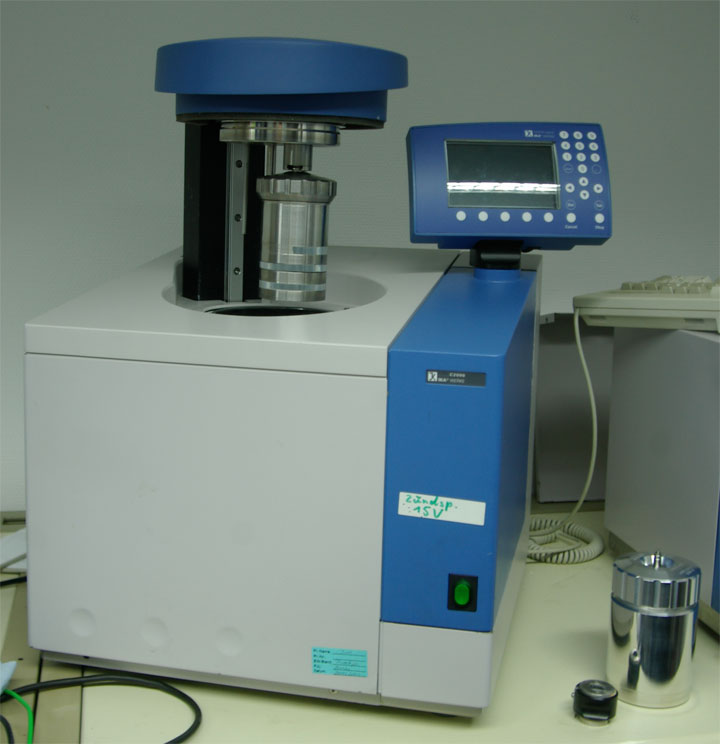
Bombă calorimetrică.

Puterea calorifică superioară la volum constant a probei de analiză ({\displaystyle Q_{s,V}^{a}\,}) a unui combustibil reprezintă numărul de unități de căldură degajată prin arderea completă a unei unități de masă din combustibilul preparat pentru analiză, în atmosferă de oxigen, în bomba calorimetrică, în condiții standard. Produsele arderii sunt formate din dioxid de carbon, dioxid de sulf, azot și oxigen sub formă gazoasă, apă în stare lichidă în echilibru cu vaporii săi și saturată cu dioxid de carbon și cenușă solidă.
{\displaystyle Q_{s,V}^{a}\,} se determină experimental prin arderea completă în bomba calorimetrică a unei cantități cunoscute de combustibil, căldura degajată prin ardere fiind cedată sistemului calorimetric ce cuprinde o cantitate cunoscută de apă, a cărei temperatură se înregistrează.
Puterea calorifică inferioară la presiune constantă a probei inițiale ({\displaystyle Q_{i,p}^{i}\,}) a unui combustibil reprezintă numărul de unități de căldură care s-ar degaja prin arderea completă a unei unități de masă din combustibilul în starea inițială, în atmosferă de oxigen, la presiune constantă. Produsele arderii sunt toate la temperatura de 25 °C și sunt formate din dioxid de carbon, dioxid de sulf, azot și oxigen sub formă gazoasă, apă în stare de vapori și cenușă solidă.
{\displaystyle Q_{i,p}^{i}\,} se obține prin calcul:
{\displaystyle Q_{i,p}^{i}=(Q_{s,V}^{a}-212H^{a}-0,8O^{a}){\frac {100-W_{t}^{i}}{100-W^{a}}}-24,5W_{t}^{i}}
unde {\displaystyle H^{a}\,} și {\displaystyle O^{a}\,} sunt procentele hidrogenului și oxigenului din masa pentru analiză, {\displaystyle W_{t}^{i}\,} și {\displaystyle W^{a}\,} sunt procentele de umiditate din masa inițială, respectiv din masa pentru analiză, iar coeficienții 212, 0,8  și 24,5 țin cont de căldurile masice ale apei și vaporilor de apă, respectiv de căldura masică latentă de vaporizare a apei, exprimate în unități din SI.
Mărimea care interesează de obicei în energetică este {\displaystyle Q_{i,p}^{i}\,}, care în limbajul curent este denumită putere calorifică inferioară și este notată {\displaystyle Q_{i}\,}. Pentru cazanele cu condensare interesează puterea calorifică superioară la presiune constantă a probei inițiale {\displaystyle Q_{s,p}^{i}\,}, notată uzual {\displaystyle Q_{s}\,}.
Puterea calorifică a combustibililor solizi se raportează la 1 kg de combustibil și se exprimă în MJ/kg cu două zecimale.

### Puterea calorifică a combustibililor gazoși

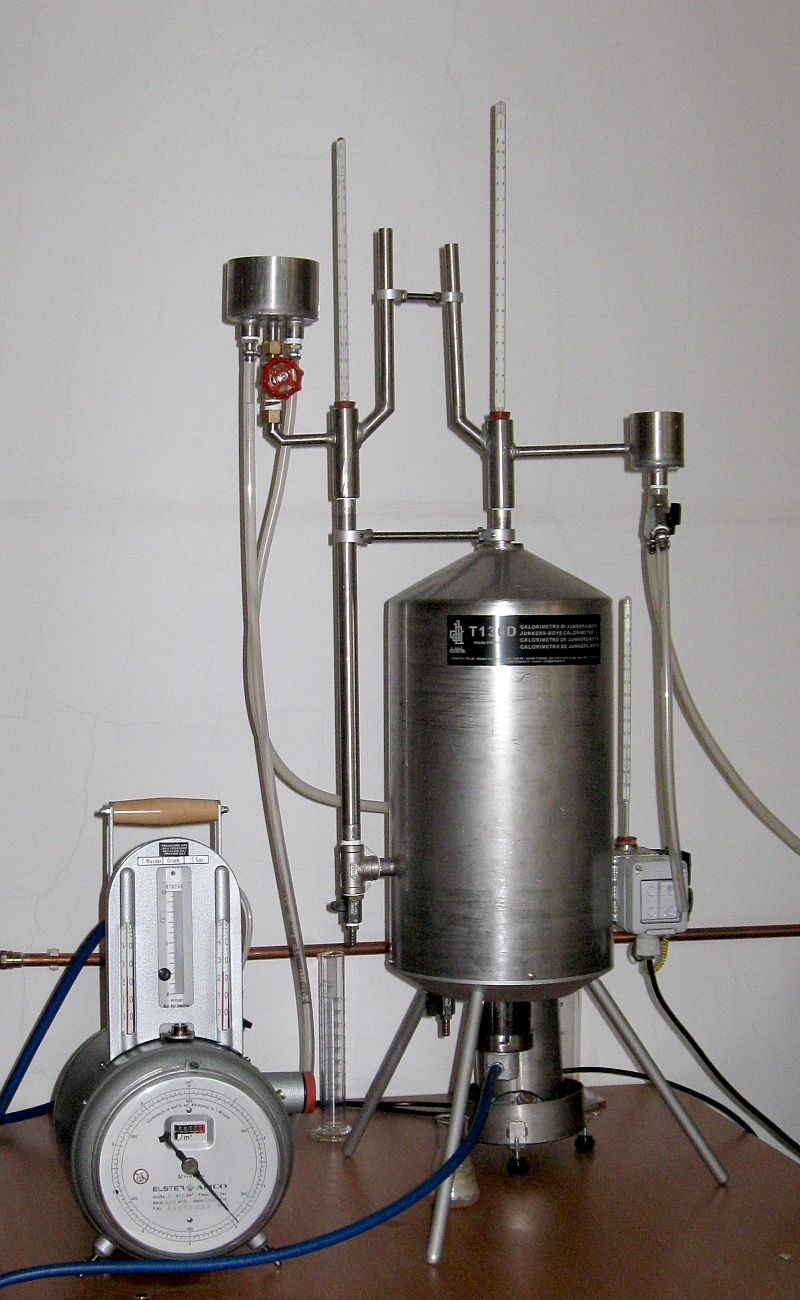
Calorimetru cu circulaţie de apă de tip Junkers.

Puterea calorifică superioară ({\displaystyle Q_{s}\,}) a unui combustibil gazos reprezintă numărul de unități de căldură dezvoltată prin arderea completă la presiune constantă a cantității de combustibil cuprinsă în unitatea de volum în condiții de presiune și temperatură date, produsele arderii fiind răcite până la temperatura de 20 ºC, iar apa formată în cursul arderii fiind considerată după ardere în stare lichidă. STAS 3361/1–87 dă o definiție inadecvată, având erori de exprimare.
Puterea calorifică inferioară ({\displaystyle Q_{i}\,}) a unui combustibil gazos se definește la fel ca puterea calorifică superioară, cu deosebirea că apa din combustibil și apa formată prin ardere se consideră după ardere în stare de vapori.
Puterile calorifice se raportează la gazul combustibil în stare normală (presiunea de 101325 Pa și temperatura de 0 ºC) sau, mai rar, convențională (presiunea de 101235 Pa și temperatura de 15 ºC, indice S – „standard”) și se exprimă în MJ/m3N, (respectiv în MJ/m3S) cu două zecimale.
Dacă compoziția combustibilului gazos este cunoscută exact, toate proprietățile sale fizice, inclusiv puterea calorifică, se pot determina prin calcul. În caz contrar este necesară determinarea experimentală a puterii calorifice superioare în calorimetrul cu circulație de apă. Metoda constă în arderea completă a unei cantități cunoscute de gaz și transmiterea practic fără pierderi a căldurii degajate în procesul de ardere unui debit de apă care circulă prin calorimetru.
Puterea calorifică inferioară se determină prin calcul:
{\displaystyle Q_{i}=Q_{s}-mc_{L}\,}
unde {\displaystyle m\,} este masa apei condensate rezultate din arderea a 1 m3N (respectiv 1  m3S) de combustibil gazos, iar {\displaystyle c_{L}\,} este căldura masică de vaporizare a apei la 20 ºC, de 2454 kJ/kg.

## Puterea calorifică a unor substanțe
| Substanța                  | Qi (MJ/kg) |
| Alcani                     | Alcani     |
| -------------------------- | ---------- |
| Metan                      | 50,009     |
| Etan                       | 47,794     |
| Propan                     | 46,357     |
| Butan                      | 45,752     |
| Pentan                     | 45,357     |
| Hexan                      | 44,752     |
| Heptan                     | 44,566     |
| Octan                      | 44,427     |
| Nonan                      | 44,311     |
| Decan                      | 44,240     |
| Undecan                    | 44,194     |
| Dodecan                    | 44,147     |
| Izoalcani                  |            |
| Izobutan                   | 45,613     |
| Izopentan                  | 45,241     |
| 2-Metilpentan              | 44,682     |
| 2,3-Dimetilbutan           | 44,659     |
| 2,3-Dimetilpentan          | 44,496     |
| 2,2,4-Trimetilpentan       | 44,310     |
| Cicloalcani                |            |
| Ciclopentan                | 44,636     |
| Metilciclopentan           | 44,636     |
| Ciclohexan                 | 43,450     |
| Metilciclohexan            | 43,380     |
| Alchene                    |            |
| Etenă (etilenă)            | 47,195     |
| Propenă (propilenă)        | 45,799     |
| 1-Butenă (1-butilenă)      | 45,334     |
| cis-2-Butenă               | 45,194     |
| trans-2-Butenă             | 45,124     |
| Izobutenă                  | 45,055     |
| 1-Pentenă                  | 45,031     |
| 2-Metil-1-pentenă          | 44,799     |
| 1-Hexenă                   | 44,426     |
| 1,3-Butadienă              | 44,613     |
| Izopren                    | 44,078     |
| Nitro-compuși              |            |
| Nitrometan                 | 10,513     |
| Nitropropan                | 20,693     |
| Alchine                    |            |
| Etină (acetilenă)          | 48,241     |
| Propină (metilacetilenă)   | 46,194     |
| 1-Butină                   | 45,590     |
| 1-Pentină                  | 45,217     |
| Aromatice                  |            |
| Benzen                     | 40,170     |
| Toluen                     | 40,589     |
| o-Xilen                    | 40,961     |
| m-Xilen                    | 40,961     |
| p-Xilen                    | 40,798     |
| Etilbenzen                 | 40,938     |
| 1,2,4-Trimetilbenzen       | 40,984     |
| Propilbenzen               | 41,193     |
| Cumen                      | 41,217     |
| Alcooli                    |            |
| Metanol                    | 19,930     |
| Etanol                     | 28,865     |
| n-Propanol                 | 30,680     |
| Izopropanol                | 30,447     |
| n-Butanol                  | 33,075     |
| Izobutanol                 | 32,959     |
| Terț-butanol               | 32,587     |
| n-Pentanol                 | 34,727     |
| Eteri                      |            |
| Metoximetan                | 28,703     |
| Etoxietan                  | 33,867     |
| Propoxipropan              | 36,355     |
| Butoxibutan                | 37,798     |
| Aldehide și cetone         |            |
| Metanal (formaldehidă)     | 17,259     |
| Etanal (acetaldehidă)      | 24,156     |
| Propanal (propionaldehidă) | 28,889     |
| Butanal (butiraldehidă)    | 31,610     |
| Propanonă (acetonă)        | 28,548     |
| Alte specii                |            |
| Grafit                     | 32,808     |
| Hidrogen                   | 120,971    |
| Monoxid de carbon          | 10,112     |
| Amoniac                    | 18,646     |
| Sulf (solid)               | 9,163      |

Puterea calorifică a substanțelor pure are o valoare bine determinată, însă cea a amestecurilor depinde de compoziție, astfel că pentru majoritatea combustibililor valorile din tabele sunt orientative.
| Combustibil    | Qs (MJ/kg) |  | Combustibil | Qs (MJ/kg) |
| -------------- | ---------- |  | ----------- | ---------- |
| Hidrogen       | 141,80     |  | Benzină     | 47,30      |
| Metan          | 55,50      |  | Parafină    | 46,00      |
| Etan           | 51,90      |  | Kerosen     | 46,20      |
| Propan         | 50,35      |  | Motorină    | 44,80      |
| Butan          | 49,50      |  | Metanol     | 22,7       |
| Pentan         |            |  | Etanol      | 29,7       |
| Lemn           | 15,00      |  | Propanol    | 33,6       |
| Turbă (umedă)  | 6,00       |  | Etină       | 49,9       |
| Turbă (uscată) | 15,00      |  | Benzen      | 41,8       |
| Lignit         | 15,00      |  | Amoniac     | 22,5       |
| Antracit       | 27,00      |  | Hidrazină   | 19,4       |
| Carbon         | 32,8       |  | Hexamină    | 30,0       |

Puterile calorifice ale combustibililor solizi și lichizi folosiți în România sunt (în paranteză puterea calorifică inferioară aproximativă, diferită la fiecare sortiment):
- combustibili solizi: lemne[15] (9 – 16 MJ/kg)[16][17], peleți (19 MJ/kg)[17], coceni (17 MJ/kg)[18], lignit[15] (6 – 15 MJ/kg)[16], huilă[15] (16 – 29 MJ/kg),[19] brichete (18 MJ/kg)[20] și chiar turbă (12 – 16 MJ/kg)[16];
- combustibili lichizi: gaz petrolier lichefiat (GPL)[15] (45 MJ/kg)[21], tip P[15] (petrol lampant) (43 MJ/kg)[22], tip M[15] (motorină) (42 MJ/kg)[22], combustibil lichid ușor[15] (40 MJ/kg)[23].

## Puterea calorifică a gazului natural din diverse surse
Puterea calorifică superioară a gazului natural depinde de compoziția acestuia, care în practica companiilor distribuitoare de gaz natural se determină prin cromatografie în fază gazoasă. Expresia folosită de ei „puterea calorifică se determină cu cromatograful” trebuie înțeleasă în sensul SR ISO 6976+C2:1999, adică se calculează pe baza compoziției.
Agenția Internațională pentru Energie (IEA) oferă următoarele date:
| Țara           | Qs (MJ/m3N) | Qs (MJ/m3N) | Qs (MJ/m3N) |
| Țara           | (2005)      | (2007)      | (2009)      |
| -------------- | ----------- | ----------- | ----------- |
| Algeria        | 42,000      | 42,000      | 42,000      |
| Arabia Saudită | 38,000      |             |             |
| Bangladesh     | 36,000      |             |             |
| Canada         | 38,200      | 38,260      | 38,110      |
| China          |             |             | 38,931      |
| Indonezia      | 40,600      | 40,600      | 40,600      |
| Iran           |             | 39,536      | 39,356      |
| Olanda         | 33,320      | 33,320      | 33,339      |
| Norvegia       | 39,877      | 40,029      | 39,668      |
| Qatar          |             |             | 41,400      |
| Regatul Unit   | 39,710      | 39,799      |             |
| Rusia          | 38,231      | 37,578      | 37,578      |
| Statele Unite  | 38,416      | 38,347      | 38,341      |
| Turkmenistan   |             | 37,700      |             |
| Uzbekistan     | 37,889      |             |             |

Puterea calorifică a gazului natural din România este 42 MJ/m3N).
Puterea calorifică inferioară a gazelor naturale este de c. 90 % din cea superioară.

## Formule de interpolare
Dacă pentru combustibilii gazoși puterea calorifică se poate determina exact prin calcul pe baza compoziției chimice, la combustibilii solizi nu se cunoaște o asemenea metodă.
În tehnica arderii combustibililor compoziția chimică a combustibililor solizi se exprimă ca sumă a participărilor masice ale carbonului, hidrogenului, sulfului, oxigenului, azotului, apei (Wasser) și cenușii (Asche), exprimată de obicei procentual:
{\displaystyle C+H+S+O+N+W+A=100\,}
Din punct de vedere istoric, toate formulele au fost propuse în perioada când căldura se măsura în kcal, astfel că în cele ce urmează ele vor fi prezentate ca atare. Conversia în unități SI se poate face pe baza valorii caloriei folosită în chimie: 1 kcal = 4,184 kJ (exact), sau pe baza valorii caloriei internaționale: 1 kcalIT = 4,1868 kJ (exact), după interpretări.
Pierre Louis Dulong (1785-1838) a presupus că puterea calorifică a unei hidrocarburi este dată de căldura de ardere a carbonului, respectiv a hidrogenului (din care se scade partea de o optime din masa oxigenului, corespunzătoare formării apei, parte considerată chimic deja legată) din componența sa:
{\displaystyle Q_{s}=80,8C+344,62(H-O/8)\,}
unde coeficienții 80,8 și 344,62 sunt puterile calorifice ale carbonului și hidrogenului. Această presupunere s-a dovedit greșită încă din 1845, valorile experimentale diferind cu până la 10 % de cele teoretice.
Cu toate astea, această formulă, completată cu influența sulfului, a mai fost folosită încă mult timp:
{\displaystyle Q_{s}=80,8C+344,62(H-O/8)+22,5S\,}
Dintre formulele empirice propuse cea mai cunoscută este cea a lui Mendeleev:
{\displaystyle Q_{s}=81C+300H-26(O-S)\,}
În general, stabilirea unor formule empirice nu este dificilă. Dacă se dispune de o serie de valori determinate experimental, coeficienții formulei de interpolare se pot stabili prin metoda celor mai mici pătrate după eliminarea valorilor cu abateri extreme prin metodele statisticii matematice. Evident, formula obținută este valabilă exclusiv pentru domeniul din care provin valorile măsurate.